# Mike Bartel
Mike Bartel (* 11. Januar 1962 in Pforzheim; † 2. Februar 2017) war ein deutscher Journalist und Schriftsteller.

## Leben
Bartel verließ 1980 das Gymnasium des Bildungszentrums Königsbach (Enzkreis) mit der Mittleren Reife, um ein Volontariat bei den Badischen Neuesten Nachrichten (BNN) zu machen. Ab 1986 arbeitete er bis zu seinem Tod in der Redaktion des Pforzheimer Kuriers, einer Lokalausgabe der BNN, zuletzt als Redaktionsleiter. Daneben schrieb er Satiren, Glossen und komische Lyrik. 1998 wurde er mit dem Förderpreis des Kunstministeriums Baden-Württemberg ausgezeichnet. Bartel war Mitglied im Verband Deutscher Schriftsteller (VS). 

## Trivia
2006 berichtete Henryk M. Broder von einer „Folter“-Lesung in Berlin, an der Bartel teilnahm; Bartel nannte den Journalisten daraufhin ein „Weichei“.

## Veröffentlichungen
- Fräulein Müllers Gespür für genmanipulierte Gartenzwerge. Friedland, Bielefeld 1998, ISBN 3-932325-25-7.
- Der Körperbeherrscher. Friedland, Bielefeld 2000, ISBN 3-89833-025-7.
- Begrabt mein Gedicht an der Biegung des Abflusses. Klo-Verlag, Saarbrücken 2002, ISBN 3-936664-01-3.
- Das Hecheln der Bonner Lisa. Klo-Verlag, Saarbrücken 2002, ISBN 3-936664-00-5.
- Wir vom Jahrgang 1962. Wartberg-Verlag, Gudensberg-Gleichen 2005, ISBN 3-8313-1562-0.
- Wie uns Froschschenkel die Orientierung erleichtern. Info-Verlag, Karlsruhe 2005, ISBN 3-88190-400-X.
- Torkelnd um den Bodensee. Westflügel Verlag, Essen 2013, ISBN 978-3-939408-20-8.